# Yun’an Kewen
Yun’an Kewen (雲庵克文, pinyin Yún’ān Kèwén; kor. 운암극문 Unam Kŭkmun; jap. Unan Kokumon; wiet. Vân Am Khắc Văn; ur. 1025, zm. 1102) – chiński mistrz chan z frakcji huanglong szkoły linji. Znany także jako Letan, Zhengjing i Baofeng Kewen (寶峰克文; kor. Bobong Kŭkmun, jap. Hōbō Kokumon, wiet. Bảo Phong Khắc Văn).

## Życiorys
Yun’an pochodził z Jiafu.
Swoją karierę rozpoczął jako uczony, znawca zarówno buddyjskich, jak i niebuddyjskich nauk.
Yun’an przyjął mnisią ordynację w wieku 25 lat. Praktykował chan u mistrza Huanglonga Huinana, jednak nie potrafił zrozumieć nauk mistrza i odszedł z klasztoru. Powędrował do Xiangcheng, gdzie został uczniem niejakiego Shuna. Mistrz Shun wygłosił dokładnie te same słowa, które Yun’an słyszał uprzednio wypowiadane przez Huanglonga. Jednak teraz był zdolny uchwycić ich znaczenie i osiągnął oświecenie. Powrócił do mistrza Hunaglonga i po pewnym okresie praktyki otrzymał od niego przekaz Dharmy.
Później został opatem klasztoru na górze Dong. W jakiś czas potem wybudował klasztor na szczycie Bao (chiń. Baofeng) w Longxing.
Baofeng pewnego dnia powiedział mnichom Czas mija szybko. No i co o tej sprawie? Chociaż jest taka jaka jest, nie chcę was zwodzić, ponieważ wszyscy jesteście buddami. Pewien dawny przebudzony powiedział „Wszystkie przeszkody są całkowitym oświeceniem”.
Baofeng nagle podniósł swój kij i powiedział One nie są całkowitym oświeceniem!
Następnie opuścił swój kij i powiedział Machanie do tyłu i naprzód. Gdzie ta przeszkoda?
Krzyknął i wstał ze swego miejsca.
Po śmierci otrzymał tytuł „Prawdziwa Czystość”.
Mistrz był znakomitym reprezentantem tradycji szkoły linji. Miał 38 spadkobierców Dharmy.
Jego nauki został spisane w Zapiskach ze Śnieżnej Chaty.

## Linia przekazu Dharmy zen
Pierwsza liczba oznacza liczbę pokoleń od Pierwszego Patriarchy chan w Indiach Mahakaśjapy.
Druga liczba oznacza liczbę pokoleń od Pierwszego Patriarchy chan w Chinach Bodhidharmy.
Trzecia liczba oznacza początek nowej linii przekazu w innym kraju.
- 38/11. Linji Yixuan (zm. 867) szkoła linji
  - 39/12. Xinghua Cunjiang (830–925)
    - 40/13. Nanyuan Huiyong (Paiying) (860–930)
      - 41/14. Fengxue Yanzhao (896–973)
        - 42/15. Shoushan Xingnian (926–993)
          - 43/16. Fenyang Shanzhao (947–1024)
            - 44/17. Ciming Chuyuan (Shishuang Chuyuan) (968–1039)
              - 45/18. Yangqi Fanghui (992–1049) szkoła yangqi
              - 45/18. Huanglong Huinan (1002–1069) szkoła huanglong
                - 46/19. Xuefeng Daoyuan (bd)
                - 46/19. Yungai Shouzhi (1025–1115)
                - 46/19. Yun’an Kewen (1025–1102) (także Baofeng, Letan i Zhenjing)
                  - 47/20. Juefan Huihong (1071–1128)
                  - 47/20. Doushuai Congyue (1044–1091)

                - 46/19. Zhaojue Changzong (1025–1091) (także jako Donglin)
                  - 47/20. Dongpo Jushi (1036–1101) (poeta, znany jako Su Dongpo)

                - 46/19.?
                  - 47/20. Zhantang Wenzhun (1061–1115)

                - 46/19.?
                  - 47/20. Changling Shouzhou (1065–1123)

                - 46/19. Huitang Zuxin (1024–1100)
                  - 47/20. Huanglong Shixin (zm. 1139)
                  - 47/20. Sixin Wuxin (1044–1115)
                    - 48/21. Lingyuan Weiqing (zm. 1117)
                      - 49/22. Shouzhuo Changling (ok. 1060/1065-1130/1123)
                        - 50/23. Wushi Jiechen (ok. 1080–1150)
                          - 51/24. Xinwen Tanbi (ok. 1100–1170) (Tanfen?)
                            - 52/25. Xue’an Congjin (ok. 1115–1185)
                              - 53/26. Xu’an Huaichang (ok. 1125–1195)
                                - 54/27/1. Eisai Myōan (1141–1225) Japonia. Szkoła rinzai.